# Castilleja ambigua
Castilleja ambigua es una especie del género Castilleja conocida con el nombre común de "Johnny-nip". Es nativa del oeste de América del Norte desde la Columbia Británica a California, donde es común a lo largo de la costa, en las marismas y matorrales. 

## Descripción
Esta es una planta herbácea anual muy variable que crece hasta una altura máxima de cerca de 30 centímetros. Las hojas tienen de 1 a 5 centímetros de largo y son lobuladas o no. La inflorescencia es de hasta 12 centímetros de largo. Está cubierta con las brácteas que tienen puntas estriadas de color blanco a púrpura .Entre las brácteas surgen las flores lobuladas, que son de color amarillo a púrpura o rosa. El fruto es una cápsula de un centímetro de largo. 

## Taxonomía
Castilleja ambigua fue descrita por Hook. & Arn. y publicado en The Botany of Captain Beechey's Voyage 154–155. 1841[1833].
Etimología
Castilleja: nombre genérico que fue otorgado en honor del botánico español Domingo Castillejo (1744-1793).
ambigua: epíteto latino que significa "dudosa".
Variedades
- Castilleja ambigua subsp. ambigua Hook. & Arn.
- Castilleja ambigua subsp. humboldtiensis (Keck) Chuang & Heckard
- Castilleja ambigua subsp. insalutata (Jepson) Chuang & Heckard

Sinonimia
- Orthocarpus castillejoides Benth.
- Orthocarpus longispicatus Elmer
- Orthocarpus maculatus Eastw.
- Orthocarpus sonomensis Eastw.[3]